# Heinz Vietze
Heinz Vietze (* 19. September 1947 in Zeitz, Sachsen-Anhalt) ist ein deutscher Politiker (SED, PDS, Die Linke). In der DDR war er inoffizieller Mitarbeiter der Staatssicherheit und SED-Funktionär, nach der Wiedervereinigung gehörte er von 1990 bis 2009 dem Landtag Brandenburg an.

## Ausbildung und politische Karriere in der DDR
Nach der Polytechnischen Oberschule absolvierte er von 1964 bis 1967 er eine Berufsausbildung mit Abitur zum Dreher.
Im Anschluss daran besuchte er einen Einjahreslehrgang für Jugendfunktionäre an der FDJ-Jugendhochschule „Wilhelm Pieck“. Von 1968 bis 1970 arbeitete er als Mitarbeiter der FDJ-Bezirksleitung Potsdam und war dann bis 1974 zunächst Zweiter und dann Erster Sekretär der FDJ-Kreisleitung Potsdam. Anschließend studierte er bis 1977 Gesellschaftswissenschaften an der Parteihochschule der SED in Berlin und schloss dies als Diplom-Gesellschaftswissenschaftler ab.
Von 1977 bis 1983 war er Erster Sekretär der FDJ-Bezirksleitung Potsdam und von 1984 bis 1988 Erster Sekretär der SED-Kreisleitung Oranienburg sowie 1988/89 in gleicher Funktion in Potsdam. Im November und Dezember 1989 war er für zwei Monate auch Erster Sekretär der SED-Bezirksleitung Potsdam.

## Mitarbeiter der Staatssicherheit
Im Ministerium für Staatssicherheit (MfS) war Vietze von Mai 1972 bis Mai 1975 in seiner damaligen Funktion als Sekretär der Kreisleitung der FDJ als Gesellschaftlicher Mitarbeiter Sicherheit (GMS) erfasst. Danach endete die Erfassung, weil Vietze hauptamtlicher Mitarbeiter bei FDJ und SED wurde. Als FDJ-Chef im Bezirk Potsdam zitierte er 1982 den späteren brandenburgischen Finanzminister Rainer Speer zu sich, der damals in einem FDJ-Kulturhaus arbeitete, und zwang ihn, ein geplantes Fest abzusagen, weil auch kirchliche Gruppen daran teilnehmen wollten. Vietze gab in seiner Zeit als FDJ-Funktionär auch DDR-kritische Zitate von Jugendlichen mit Namen und Adresse an das MfS weiter.
Im September 1989 erklärte Vietze auf einer Tagung der SED-Kreisleitung Potsdam: „Wenn der Gegner sich zum direkten Kampf in seinem Schützengraben gegen uns erhebt und scharf zielt und alles einsetzt, worüber er verfügt, dann muss in der Deutschen Demokratischen Republik in diesem Schützengraben die Diskussion über das letzte Flugblatt oder die Schützengrabenzeitung aufhören, sondern wir müssen darüber reden, wer zielt auf diesen Gegner, und zwar mit Kampfkraft, mit klassenmäßiger Position.“
2011 kam ein für die Enquete-Kommission zur Aufarbeitung der Nachwendezeit des Brandenburger Landtages erstelltes Gutachten zu dem Ergebnis, dass Vietze in der Legislaturperiode von 1990 bis 1994 wegen seiner Stasi-Mitarbeit zur Rückgabe seines Landtagsmandates hätte aufgefordert werden müssen. Im  Gutachten zur Stasi-Überprüfungspraxis nach der Wende wird es als „unerklärlich“ bezeichnet, dass Vietze im Abschlussbericht der aus zwei kirchlichen Würdenträgern bestehenden Überprüfungskommission vom November 1991 noch nicht einmal erwähnt wurde.

## PDS-Landtagsabgeordneter
Von 1990 bis 1991 war er Vorsitzender des PDS-Landesverbandes Brandenburg und Mitglied des Parteivorstandes der PDS. Ab 2004 war er Mitglied des Parteivorstandes von Die Linke.PDS.
Von Oktober 1990 an war Heinz Vietze Abgeordneter seiner Partei im Landtag Brandenburg und von Oktober 1990 bis September 2007 auch stellvertretender Fraktionsvorsitzender und Parlamentarischer Geschäftsführer der Landtagsfraktion. Seit Oktober 1999 war er stellvertretender Vorsitzender des Hauptausschusses des Landtages und seit Oktober 2004 Mitglied des Landtags-Präsidiums. Von Dezember 2003 bis August 2004 war er auch Vorsitzender eines Untersuchungsausschusses.
Nach seinem 60. Geburtstag im September 2007 verzichtete er auf seine Parteiämter und übernahm den Vorsitz der parteinahen Rosa-Luxemburg-Stiftung. Im Dezember 2012 wurde Dagmar Enkelmann zur Stiftungsvorsitzenden gewählt, er selbst trat nicht mehr an.

## Privates
Vietze ist verheiratet und hat drei Kinder.